# Пулхајм
Пулхајм (њем. Pulheim) град је у њемачкој савезној држави Северна Рајна-Вестфалија. Једно је од 10 општинских средишта округа Рајн-Ерфт. Према процјени из 2010. у граду је живјело 53.872 становника.

## Географски и демографски подаци
Пулхајм се налази у савезној држави Северна Рајна-Вестфалија у округу Рајн-Ерфт. Град се налази на надморској висини од 49 метара. Површина општине износи 72,1 km². У самом граду је, према процјени из 2010. године, живјело 53.872 становника. Просјечна густина становништва износи 747 становника/km². Посједује регионалну шифру (AGS) 5362036, NUTS (DEA27) и LOCODE (DE PUL) код.

## Међународна сарадња
| Мјесто | Држава               | Врста сарадње | Од    |
| ------ | -------------------- | ------------- | ----- |
| Ферам  | Уједињено Краљевство | партнерство   | 1984. |
|        | Француска            | партнерство   | 1969. |
| Извор  |                      |               |       |